# Héra (Marvel Comics)
Pour l’article homonyme, voir Héra (homonymie).
Héra est un personnage fictif créé par Marvel Comics. Elle est apparue pour la première fois dans Thor #129.
Faisant partie des Olympiens, elle est bien sûr basé sur la divinité grecque du même nom.

## Origines
Déesse du mariage, Héra est la reine du Panthéon Olympien, et la femme de Zeus. Elle est aussi la sœur de poséidon et hadès, Demeter et Vesta.
Ses enfants les plus célèbres sont Arès le guerrier et Hephaïstos le forgeron.
Héra fut présente, il y a des millénaires, lors du pacte de paix entre Asgard et l'Olympe. Elle fut aussi présente lors de la Guerre de Troie.
Héra a toujours détesté son fils adoptif Hercule. Pourtant, à une occasion, elle a cherché à protéger  ses compagnons les Vengeurs du courroux de Zeus, qui les jugeait responsables des problèmes du demi-dieu.
Plus tard, elle défia son fils Arès dans un concours pour voir qui ferait le plus souffrir Hercule.
À la suite de la mort de Zeus, dans la guerre contre les dieux japonais, Héra hérita du contrôle du Panthéon. Alliée à Pluton, elle força Poséidon à leur remettre sa part d'action de la corporation Olympus, société basée sur Terre. Lors d'un meeting, la nouvelle directrice licencia tous les enfants de Zeus, et se voua à tuer Hercule et Athéna.

## Dark Reign
Pendant ce crossover, elle s'attira l'animosité de Norman Osborn, rival industriel à la tête d'Oscorp Industries, et affronta ses Dark Avengers. Finalement, les deux factions s'accordèrent une trêve et firent alliance.
Héra complota aussi pour effacer la réalité grâce à une machine. Elle affronta les Vengeurs de Hank Pym. Elle fut pourtant trahie par son allié Typhon qui avait volé l'égide d'Athéna et l'utilisa pour arracher la tête de la déesse.

## Pouvoirs
- Héra est une Olympienne, race extra-dimensionnelle proche des Asgardiens. Cela lui confère une force (Classe 25) et une constitution extraordinaires, et une immortalité relative. Elle ne peut mourir de cause naturelle, et guérit de toute blessure.
- Puissante magicienne tirant son pouvoir des forces mystiques d'Olympus, elle n'est surpassée que par son mari et ses frères. Elle peut voler, changer son apparence, transformer ses adversaires et devenir invisible aux yeux des mortels.
- Elle se déplace rapidement grâce à un chariot volant tiré par des chevaux magiques. Le chariot peut lui faire traverser les dimensions.
- Héra est une stratège rusée.